# 关天朗
关天朗（1998年10月25日—），出生于中国广东广州，高尔夫球运动员。2011年第二十四届中国高尔夫球业余公开赛冠军。2012年11月在亚太业余高尔夫球锦标赛上夺冠，获得2013年度美国高尔夫球大师赛的参赛资格。2013年4月11日至14日，他在美国乔治亚州奥古斯塔国家高尔夫俱乐部举行的第77届美国大师赛上创下纪录，成为参加这项赛事最年轻的选手，当时他年仅14岁，同时他也是首位来自中国内地晋级的选手。关天朗最终排名第58位。之前美国大师赛最年轻的参赛者纪录由意大利高尔夫球选手马特奥·曼纳瑟罗在2010年创下，当时他16岁。